# Jiří Reynek
Jiří Reynek (5. července 1929, Paříž – 15. října 2014 Petrkov) byl český překladatel a grafik.

## Život
Mládí prožil střídavě na statku v Petrkově v Čechách a ve Francii, vlasti své matky, básnířky Suzanne Renaud. Za druhé světové války statek zabrali Němci, rodina proto pobývala u vydavatele Josefa Floriana ve Staré Říši. Na konci 40. let byl statek zestátněn a celá rodina žila jen v jeho malé části.
Za komunistického režimu mohl absolvovat pouze měšťanskou školu; mimořádné vzdělání však získal celoživotním studiem. Jeho oblíbeným oborem byla botanika.
Se svým otcem Bohuslavem spolupracoval na grafikách. Psal také krátké prózy, nejznámější je však díky svým překladům francouzské literatury – ve Francii je známý jako Michel Reyne(c)k. Vyšly nicméně až v 90. letech, dříve publikovat nemohl.
Řadu let byl kostelníkem ve Svatém Kříži.
Zemřel v říjnu 2014, tři týdny po skonu svého bratra Daniela.

## Dílo

### Překlady
- Henri Pourrat: Poklady z Auvergne (1994), O řeřavých očích (1997), Kašpar z hor (2001), O Půlpánovi a jiné příběhy (2006), O píšťalce a jiné příhody (2011)
- Francis Jammes: Román zajícův (2002), Klekání - výbor z veršů (2010)
- Jean Giono: Muž, který sázel stromy (2006, 2010)
- Robert Pinget: Passacaglia (2011)
- Marie Noël: Zpěvy a žalmy podzimu (2014)

### Knižní rozhovor
- PALÁN, Aleš: Kdo chodí tmami, rozhovor s Jiřím a Danielem Reynkovými, Nakladatelství Petrkov, 2012, ISBN 978-80-87595-13-8

### Ve filmu
- BRÁZDOVÁ, Tereza: Kluci (dokument o bratřích Reynkových)